# Herbststraße 8 (Heilbronn)

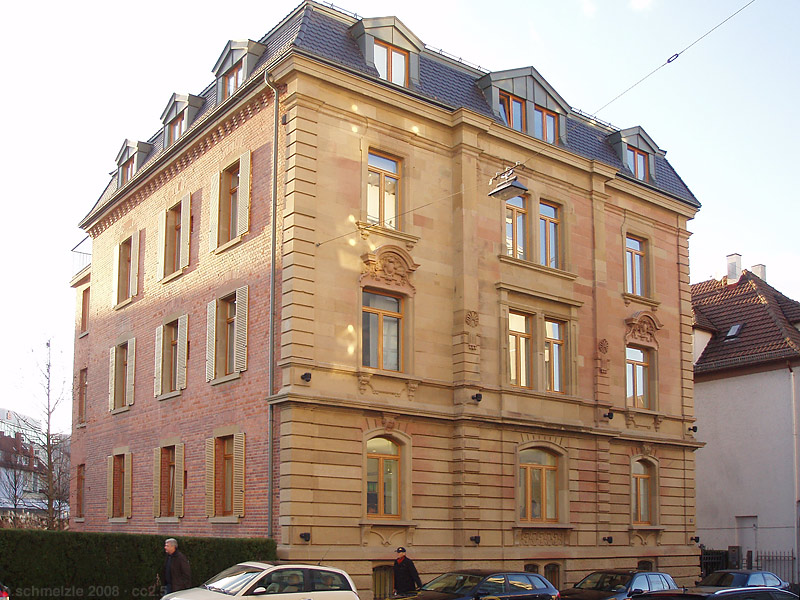
Haus Herbststraße 8 in Heilbronn

Das Haus Herbststraße 8 ist ein unter Denkmalschutz stehendes, späthistoristisches Gebäude in Heilbronn.

## Geschichte

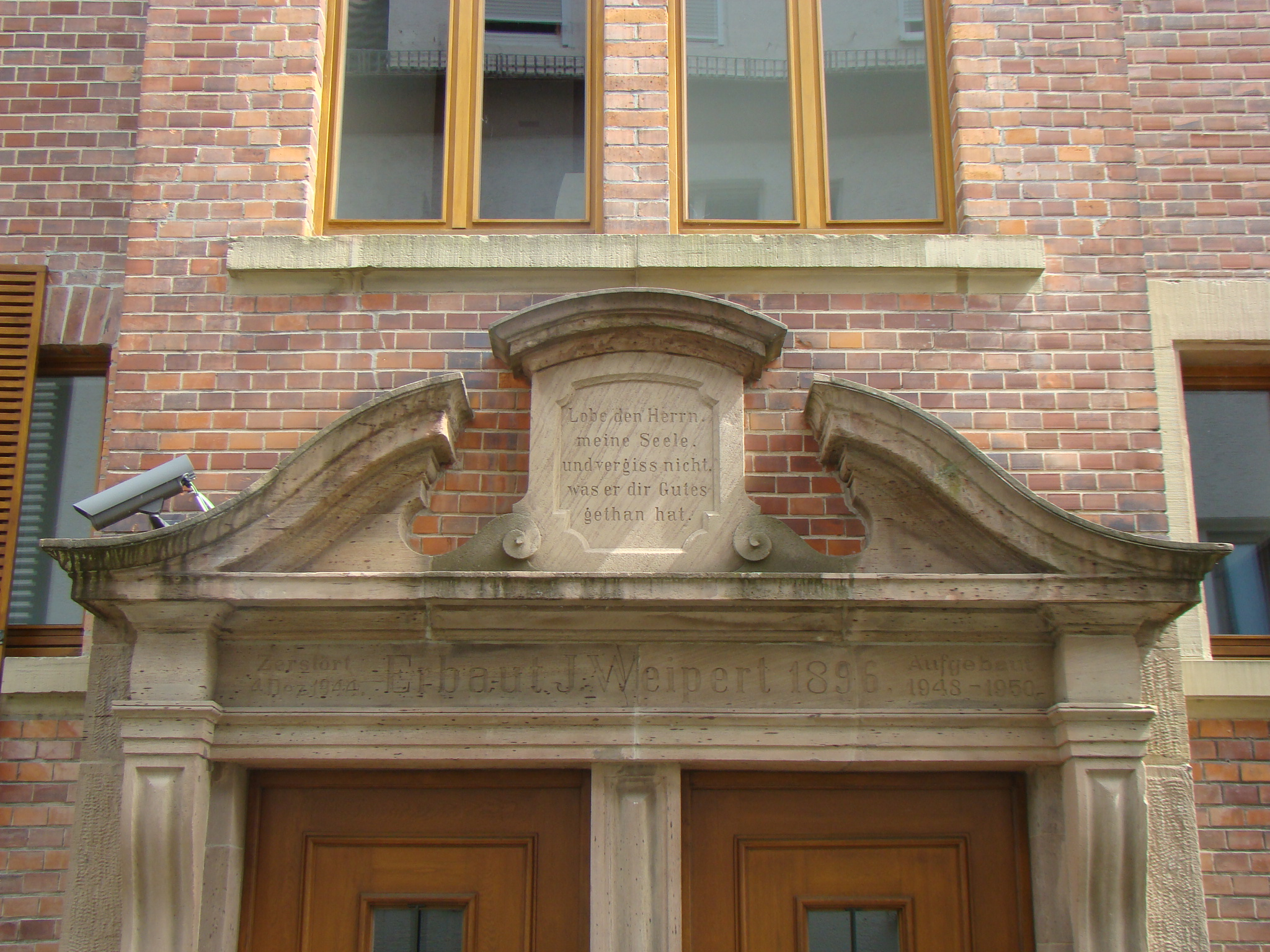
Inschriften am Portal des Gebäudes

Das Gebäude wurde im Jahr 1896 nach Plänen des Architekten August Dederer für den Heilbronner Fabrikanten Johann Michael Weipert errichtet.
Nach der Zerstörung im Zweiten Weltkrieg wurde es von Adolf Braunwald rekonstruiert. Typisch für den Wiederaufbau sei nach Fekete der „pietätvolle, rekonstruierende Umgang mit dem historischen Original“; der bewusste Hinweis auf die Zerstörung und die Rekonstruktion des Hauses als Inschrift über dem Seiteneingang des Hauses sei für den Wiederaufbau kulturgeschichtlich aufschlussreich.
Im Jahre 2005 erhielt das Gebäude die Auszeichnung Guter Bauten für die vom Architekten Matthias Müller geplante Sanierung. In der Begründung heißt es:

„Die neue Struktur und Nutzung des Gebäudes berücksichtigt den einstigen Charakter der prachtvollen Stadtvilla. Das Innere ist geprägt von einer durchfließenden Leichtigkeit. Gleichwohl ist der Blick in die Zukunft berücksichtigt, eine spätere Umnutzung in separate Einheiten ist möglich. Saniert wurde mit höchster architektonischer Qualität und größtmöglichster Sorgfalt bei der Materialwahl.“

## Beschreibung
Die Fassade des dreigeschossigen Gebäudes ist symmetrisch angelegt: Kräftige neobarocke Gesimsbänder und eine Beletage mit aufwändiger, neobarocker Bauplastik unterteilen die Fassade waagerecht; in der Senkrechten wird sie von genuteten Pilastern und axial angeordneten Fenstern gegliedert. Die Mittelachse der Fassade ist durch einen Mittelrisalit mit Zwillingsfenstern besonders betont. Die an den Ecken des Mittelrisalits stehenden, neobarocken Pilaster werden zusätzlich durch neoklassizistische Akrotere über Triglyphen geschmückt.

## Kunstgeschichtliche Bedeutung
Fekete beschreibt das Haus als späthistoristisch, wobei neubarocke Formen dominierten, die mit neoklassizistischem Bauschmuck „einfühlsam angereichert“ seien.